# Thomas Greenhill
Thomas Greenhill (1669? — 1740) foi um cirurgião inglês.
Trabalhou em Londres, foi autor do livro "Νεκροκηδεία" (grego, literalmente Morte-funeral) ou "A Arte do Embalsamamento" sobre embalsamamento. Foi também cirurgião de Henry Howard, VII Duque de Norfolk. Quando nasceu seu pai William Greenhill já havia morrido, sendo o último de 39 filhos que ele teve com Elizabeth Greenhill.

## Vida
De acordo com o Oxford Dictionary of National Biography, "muitos dos detalhes básicos sobre sua vida são conjecturas. Artigos paroquiais essenciais foram mutilados ... Artigos sobre sua família não esclarecem direito sobre sua educação, prática médica, família e morte." Esta falta de registros parece ser devida à descontinuação do registro de batismos e outros registros quando Oliver Cromwell estava no poder durante a Comunidade da Inglaterra após a Guerra Civil Inglesa. O Dictionary of National Biography observa que "ele nasceu ... após a morte de seu pai, provavelmente em Abbots Langley, Hertfordshire, onde seu pai morreu." Morou depois em King Street, Bloomsbury, Londres. Seu pai chamava-se William Greenhill, secretário de George Monck, e sua mãe chamava-se Elizabeth Greenhill (1615–1679) de Harrow em Middlesex e Abbots Langley.